# Trentepohlia (Trentepohlia) richteri
Trentepohlia (Trentepohlia) richteri is een tweevleugelige uit de familie steltmuggen (Limoniidae). De soort komt voor in het Afrotropisch gebied.